# The Name Chapter: Freefall
The Name Chapter: Freefall è il quinto album in studio della boy band sudcoreana TXT, pubblicato il 13 ottobre 2023.

## Tracce
1. Growing Pain – 3:20 (El Capitxn, Vendor (Zenur), Carson Thatcher, Jutes, Maria Marcus, Adam Alexander, "Hitman" Bang, Yeonjun, Lee Yi-jin, Danke, August Rigo, Ronnie Icon, Jeon Ji-eun, Hueningkai, Kim Bo-eun, Song Jae-kyung, Taehyun)
2. Chasing That Feeling – 3:02 (Antonina Armato, Tim James, Supreme Boi, Thomas Sturges)
3. Back For More (TXT Version) – 2:42 (Ryan Tedder, Tyler Spry, Slow Rabbit)
4. Dreamer – 3:06 (Ghstloop, Koda, Chris Collins, Jack Newsome, Bang, James Keys, Jung Jin-woo, Song, Big Hit Music, Lee Y., Danke, Jo Yoon-kyung, Jeon, Lee Seu-ran, Yeonjun, Stella Jang, Soobin, Beomgyu, Slow Rabbit, Hueningkai)
5. Deep Down – 2:43 (Gregory Aldae Hein, Alexander Izquierdo, Dwayne "Supa Dups" Chin Quee, Evan Gartner, Fallen, Danke, Hwang Yu-bin, Yeonjun, El Capitxn, Lee Kyung (Wavecloud), Jeon, Thatcher, Grant Yarber, Anthony RussoSong, Bang, Kim In-hyung, Lee S.)
6. Happily Ever After – 2:31 (Max, David Wilson, Brandon Colbein, Orion Meshoror, Taehyun, Bang, Jeon, Song, Lee Y., Danke, Hwang, Yeonjun)
7. Skipping Stones (물수제비) – 3:20 (Han Roro, Jin Dong-wook)
8. Blue Spring – 3:05 (Slow Rabbit, Beomgyu, Andy Love, Taehyun, Rigo, Soobin, Yeonjun, Hueningkai, Big Hit Music)
9. Do It Like That (feat. Jonas Brothers) – 2:25 (Tedder, Grant Boutin, Coleton Rubin)

Durata totale: 26:14
Bonus track digitale
Testi e musiche di Antonina Armato, Tim James, Supreme Boi, Thomas Sturges.
1. Chasing That Feeling (Versione in inglese) – 3:02

## Formazione
Gruppo
- Soobin – voce, testo e musica (tracce 4, 8)
- Yeonjun – voce, testo e musica (tracce 1, 4, 5, 6, 8 )
- Beomgyu – voce, testo e musica (tracce 4, 8), produzione (traccia 8)
- Taehyun – voce, testo e musica (tracce 1, 6, 8)
- Hueningkai – voce, testo e musica (tracce 1, 4, 8)

## Successo commerciale
Nella prima settimana, The Name Chapter: Freefall ha venduto più di due milioni di copie in Corea del Sud secondo la Circle Chart, e più di 200.000 in Giappone.
Durante la sua prima settimana, l'opera ha venduto più di 100.000 esemplari negli Stati Uniti d'America.

## Classifiche
| Classifica (2023) | Posizione massima |
| ----------------- | ----------------- |
| Australia         | 31                |
| Austria           | 8                 |
| Belgio (Fiandre)  | 14                |
| Belgio (Vallonia) | 3                 |
| Canada            | 63                |
| Corea del Sud     | 1                 |
| Finlandia         | 25                |
| Francia           | 2                 |
| Germania          | 10                |
| Giappone          | 1                 |
| Grecia            | 4                 |
| Italia            | 86                |
| Lituania          | 37                |
| Nuova Zelanda     | 39                |
| Paesi Bassi       | 86                |
| Polonia           | 57                |
| Portogallo        | 1                 |
| Spagna            | 18                |
| Stati Uniti       | 3                 |
| Svizzera          | 12                |
| Ungheria          | 16                |